# Філіаші
Філіаші (рум. Filiași) — місто у повіті Долж в Румунії. Адміністративно місту підпорядковані такі села (дані про населення за 2002 рік):
- Алмежел (77 осіб)
- Билта (1206 осіб)
- Браніште (107 осіб)
- Рекарій-де-Сус (1202 особи)
- Ускеч (153 особи)
- Фратоштіца (2467 осіб)

Місто розташоване на відстані 204 км на захід від Бухареста, 34 км на північний захід від Крайови.

## Населення
За даними перепису населення 2002 року у місті проживали 18 802 особи.
Національний склад населення міста:
| Національність   | Кількість осіб | Відсоток |
| ---------------- | -------------- | -------- |
| румуни           | 17905          | 95,2%    |
| цигани           | 891            | 4,7%     |
| угорці           | 1              | < 0,1%   |
| росіяни-липовани | 1              | < 0,1%   |
| турки            | 1              | < 0,1%   |
| греки            | 1              | < 0,1%   |
| італійці         | 1              | < 0,1%   |

Рідною мовою назвали:
| Мова      | Кількість осіб | Відсоток |
| --------- | -------------- | -------- |
| румунська | 18674          | 99,3%    |
| циганська | 125            | 0,7%     |
| угорська  | 1              | < 0,1%   |
| турецька  | 1              | < 0,1%   |

Склад населення міста за віросповіданням:
| Релігія            | Кількість осіб | Відсоток |
| ------------------ | -------------- | -------- |
| православні        | 18178          | 96,7%    |
| п'ятдесятники      | 264            | 1,4%     |
| бретрени           | 124            | 0,7%     |
| баптисти           | 110            | 0,6%     |
| адвентисти         | 48             | 0,3%     |
| лютерани           | 11             | 0,1%     |
| римо-католики      | 7              | < 0,1%   |
| реформати          | 3              | < 0,1%   |
| атеїсти            | 3              | < 0,1%   |
| греко-католики     | 2              | < 0,1%   |
| мусульмани         | 1              | < 0,1%   |
| не вказали релігію | 17             | 0,1%     |

## Зовнішні посилання
- Дані про місто Філіаші на сайті Ghidul Primăriilor